# Costa del Este (Argentina)
Costa del Este es una localidad argentina ubicada en la provincia de Buenos Aires, perteneciente al partido de La Costa. Es una villa turística y balnearia, ubicada a orillas del océano Atlántico. Es conocida como La playa del millón de pinos. Limita con Mar del Tuyú al norte y Aguas Verdes al sur.

## Población
Cuenta con 6916 habitantes (Indec, 2001), incluida en la población de Mar del Tuyú. Se la incluye dentro del aglomerado Santa Teresita - Mar del Tuyú con una población de 19 950 habitantes (Indec, 2001) y representando un marcado incremento del 68,1% respecto a los 11 862 habitantes (Indec, 1991) del censo anterior.

## Historia
El balneario fue fundado en 1966, cuando todavía era un lugar desértico. Son considerados fundadores los señores Fidel A. Zabalo, Emilio Doura y Marcelino Grizutti, quienes compraron las tierras a la familia Duhau.

La fijación de médanos y caminos se hicieron sin cambiar el relieve ondulado y suave. Para ellos se plantaron diversas especies arbóreas, como tamariscos y acacias, formando una duna densamente forestada. Más tarde se agregaron eucaliptos, varias especies de pinos, álamos y sauces. Desde entonces se la conoció como La playa del millón de pinos.
Gracias al trabajo forestal que se llevó a cabo, el pueblo está densamente forestado. Las calles son en su mayoría de arena, aunque las importantes están asfaltadas. No por casualidad, las mismas llevan nombres de especies de árboles o flores. Cabe señalar que el encargado de dirigir la forestación inicialmente fue el técnico forestal Arnaldo Félix Esquivel y por indicación del señor Doura esbozó el proyecto en el balneario uruguayo Punta del Este, así como también estuvo a cargo del vivero de San Clemente del Tuyú, dado que allí los pinos se desarrollaban más rápido y fue quien colocó el nombre a las calles. Originalmente se trató de un barrio cerrado que al no contar con el número crítico necesario de propietarios capaces de sostener con su aporte la infraestructura básica, en asamblea de vecinos optaron por municipalizar el desarrollo urbanístico pasando a ser un barrio abierto manteniendo ciertas características y reglamentaciones que garantizan una arquitectura agreste y distintiva

## Atractivos turísticos

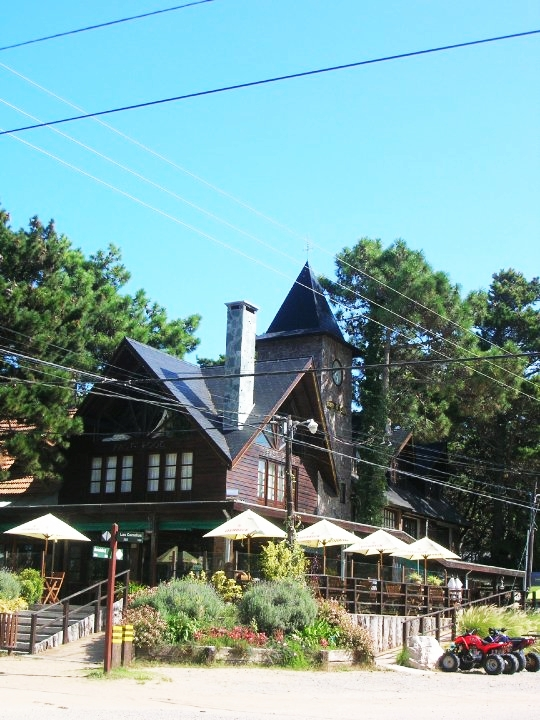
Arquitectura típica de Costa del Este.

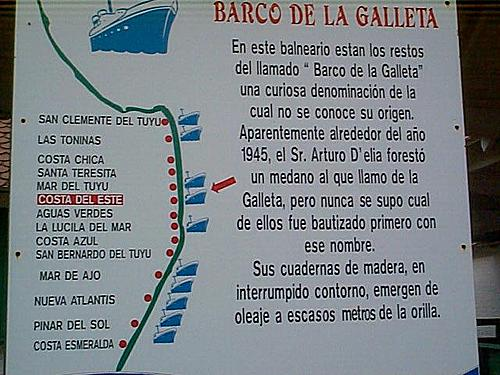
Cartel que narra la historia del «Barco de la galleta».

Estas playas tienen arenas muy finas, con restos de conchillas y están protegidas por las dunas. En bajamar miden aproximadamente 80 m de ancho, reduciéndose las crecientes. 

### Estatua de Cristo
En la rotonda de acceso se encuentra emplazada la «Estatua de Cristo», realizada en mármol de Carrara por el pintor y escultor Raúl Podestá. Representa a Jesucristo crucificado, con María Magdalena a sus pies. La obra data de 1944 y tiene cinco metros de alto, fue donada por los fundadores de la ciudad.
Es una zona agreste donde se conservan médanos con pinocha y cortaderas o colas de zorro autóctonas.

### Punta de Lago Hoy Rincon del Lago
«Punta del Lago» era un recreo que contaba con un lago artificial diseñado inicialmente como receptor del agua de lluvia por sus grandes dimensiones; aloja peces típicos de lagunas como la tararira. Hasta el año 2015 contaba con parrillas y una granja de animales regionales y domésticos. Actualmente la familia propietaria ha destinado el área a una reserva natural privada, implantando mediante una planificación profesional, especies nativas autóctonas del litoral bonaerense, talas, espinillos y otros que producen en un vivero propio, para garantizar el desarrollo de un entorno natural que reinstale la flora y la fauna autóctona. Durante 2022 se inauguró un apart y spa, con instalaciones bioclimáticas, y se desarrolló un sendero para caminatas de contemplación y avistajes. También aloja la bicicletería del Bosquemar y muy pronto un bistró de cocina silvestre. El establecimiento integra la ruta de la yerba mate y orienta su propuesta a servicios premium para parejas. Está ubicado en Las Lilas 455.

### Club Hípico del bosque
En Punta del Lago se realizan cabalgatas guiadas, nocturnas y diurnas y cuenta con una escuela de equitación.

### Restos del «Barco de la galleta»
Los restos del naufragio del «Barco de la galleta». Se supone que era una embarcación de carga. Según una versión, debe su nombre a los lugareños como llamaban a un médano forestado alrededor del año 1945 por Arturo D'Elía, ubicado cerca del naufragio. Para llegar al lugar, conviene hacerlo desde Mar del Tuyú por la Av. Costanera hacia el Sur.

### La Virgen de los pobres
Se halla emplazada en la intersección de la Avenida 1 y la Playa.

## Galería de imágenes

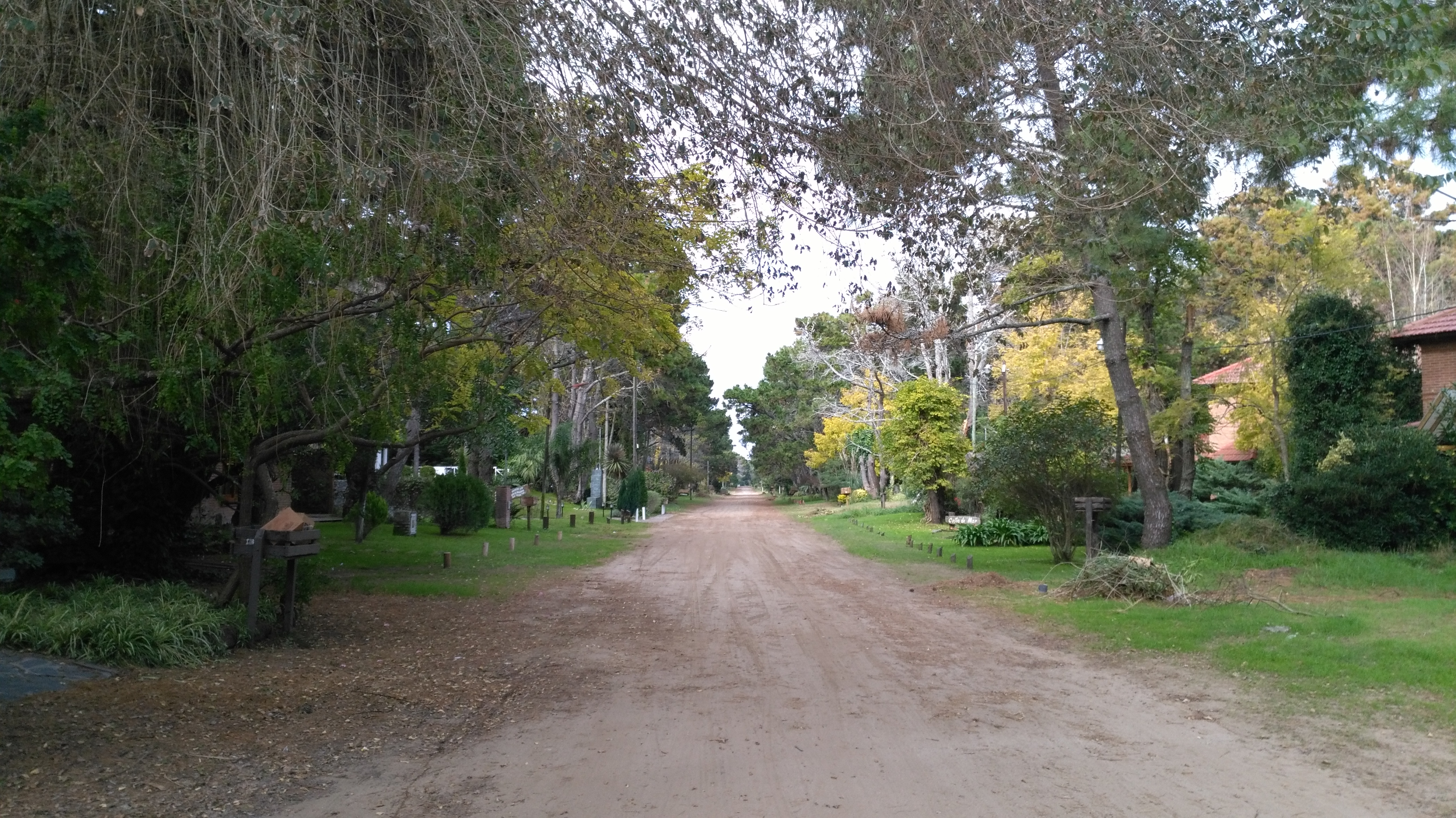
Calle de la localidad de Costa del Este en su zona residencial

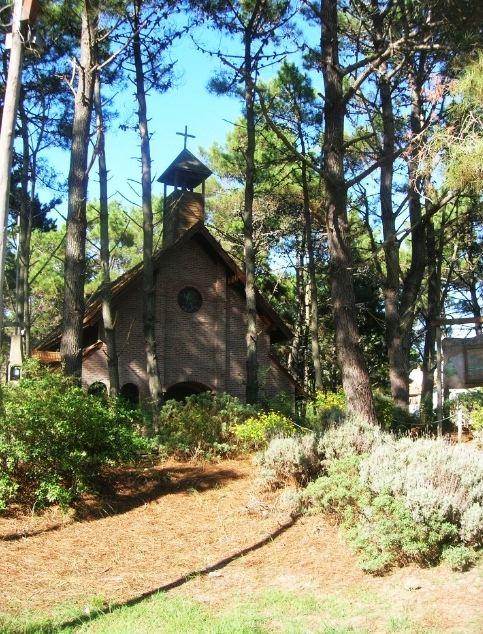
Iglesia católica de Costa del Este.